# Diaphus danae
Diaphus danae är en fiskart som beskrevs av Tåning 1932. Diaphus danae ingår i släktet Diaphus och familjen prickfiskar. Inga underarter finns listade i Catalogue of Life.